# José Suárez Becerra
José Suárez Becerra (Piura, Perú, 31 de diciembre de 1962 – Ibidem, 25 de enero de 2022) fue un futbolista peruano que se desempeñaba como mediocampista. Fue hermano del también exfutbolista, Fidel Suárez.

## Biografía
Se formó en Sporting Cristal junto a su hermano Fidel, pero debutó en el fútbol profesional con Atlético Grau en 1981, al año siguiente fue traspasado a Atlético Torino, donde jugó hasta 1984.
Su paso más destacado en el futbol local fue con el Juventud La Palma, donde compartió plantel junto a nombres como Juan José Oré y Óscar Quintana. En 1987 jugó por el club Internazionale San Borja antes de partir a El Salvador.
Tuvo un breve paso en el fútbol centroamericano en Chalatenango y Real España, respectivamente, luego vuelve a Perú y continúa su carrera defendiendo las camisetas de León de Huánuco y Deportivo Municipal, por último vuelve a emigrar, esta vez al futbol de Aruba, donde le pone fin a su carrera.

## Clubes

### Como jugador
| Club                     | País        | Año         |
| ------------------------ | ----------- | ----------- |
| Atlético Grau            | Perú        | 1981        |
| Atlético Torino          | Perú        | 1982 - 1984 |
| Juventud La Palma        | Perú        | 1985 - 1986 |
| Internazionale           | Perú        | 1987        |
| Chalatenango             | El Salvador | 1988        |
| Real España              | Honduras    | 1989        |
| León de Huánuco          | Perú        | 1990        |
| Deportivo Municipal      | Perú        | 1991        |
| SV Deportivo Nacional    | Aruba       | 1992 - 1993 |
| SV Dakota                | Aruba       | 1993        |
| SV Independiente Caravel | Aruba       | 1994        |